# Nghĩa Hưng, Ninh Bình
	Nghĩa Hưng		là một xã thuộc tỉnh Ninh Bình, Việt Nam. Trụ sở xã nằm cách phường Hoa Lư - trung tâm tỉnh lỵ Ninh Bình 24 km về phía Đông.		
Theo Nghị quyết số 1674/NQ-UBTVQH15 ngày 16/6/2025 về sắp xếp các đơn vị hành chính cấp xã của tỉnh Ninh Bình năm 2025, 	sắp xếp thị trấn Liễu Đề và các xã Nghĩa Thái, Nghĩa Châu, Nghĩa Trung thành xã mới có tên gọi là xã Nghĩa Hưng.	
Xã Nghĩa Hưng	có diện tích:	26,31	km², 	dân số:	38.631	người, mật độ dân số: 	1468	người/km². 	
Đây là đơn vị có diện tích xếp thứ:	65	, số dân xếp thứ: 	29	và mật độ dân số xếp thứ: 	33	trong số 129 xã, phường ở Ninh Bình. 
Xã này nằm trên Quốc lộ 37B, Đường cao tốc Ninh Bình – Hải Phòng và cũng là nơi có sông Đáy, Sông Ninh Cơ chảy qua.
1. ↑  Nghị quyết của Quốc hội về sắp xếp các đơn vị hành chính cấp xã của tỉnh Ninh Bình năm 2025